# Ser Marcantonio
Ser Marcantonio ist eine Opera buffa (Originalbezeichnung: „Dramma giocoso“) in zwei Akten von Stefano Pavesi (Musik) mit einem Libretto von Angelo Anelli. Sie wurde am 26. September 1810 im Teatro alla Scala in Mailand uraufgeführt und war äußerst erfolgreich, bis ihr Donizettis Don Pasquale, eine Vertonung desselben Stoffs, den Rang ablief.

## Handlung

### Kurzfassung
Erster Akt. Obwohl ihm seine Familie und seine Freunde davon abraten, will sich der alte Ser Marcantonio eine Frau suchen und heiraten. Sein Neffe Medoro und seine Nichte Dorina fürchten um ihr Erbe und ihre Verlobungen mit den Geschwistern Bettina und Tobia. Als Tobia erfährt, dass Marcantonio eine bescheidene und fleißige Frau sucht, schmiedet er den Plan, dies auszunutzen und ihm zum Schein Bettina als zukünftige Gattin vorzustellen. Die Bediensteten Lisetta und Pasquino unterstützen ihn dabei, und auch Dorina und Medoro werden bald eingeweiht. Kurz darauf stellt Tobia Marcantonio seine Schwester vor, die erfolgreich die Schüchterne spielt und Marcantonio leicht um den Finger wickelt. Als Notar verkleidet setzt Tobia einen Ehevertrag auf, der den Bräutigam zu einer hohen Geldstrafe verpflichtet, falls er von der Heirat zurücktreten sollte. Sofort nachdem Marcantonio unterschrieben hat, treffen viele Gäste ein, und Bettina zeigt sich außerordentlich verschwenderisch.
Zweiter Akt. Bettina scheut keine Kosten, das Haus umzugestalten. Sie erteilt Malern, Tapezierern und Juwelieren Aufträge, bestellt sich teure Kleider nach der neuesten Mode und staffiert auch Marcantonio vornehm aus. Wenn die Vertragsstrafe nicht wäre, würde er die Hochzeit am liebsten absagen. Um die Angelegenheit zum Abschluss zu bringen, spielen die anderen Marcantonio nun eine Scharade vor: Tobia behauptet, Medoro habe die Ehre seiner Schwester angezweifelt. Medoro wirft Tobia im Gegenzug vor, Marcantonio betrügen zu wollen. Daraufhin erklärt Tobia, er werde nur dann auf die Zahlung verzichten, sofern Medoro beweise, dass sie einen Geliebten habe. Er fordert Medoro zum Schein zum Duell. Marcantonio ist mit den Nerven am Ende. Am Abend steckt Lisetta ihm zu, dass Bettina im Garten einen Verehrer erwarte. Dort spielen ihm Bettina und Tobia ein Techtelmechtel vor und betreten scheinbar das Badehaus. In Wirklichkeit verstecken sie sich jedoch, während an ihrer Stelle Dorina und Medoro hineingehen. Marcantonio schließt sie ein und holt Zeugen, um Bettina der Untreue zu überführen. Auch die Zeugen sind natürlich längst eingeweiht, und Pasquino mimt den Richter. Als Marcantonio seinen Beweis vorlegen will und das Badehaus öffnet, kommen Dorina und Medoro heraus. Bettina beschuldigt Marcantonio daraufhin der Verleumdung. Um einer Verurteilung zu entgehen, muss er die vereinbarte Strafe zahlen und Tobia seine Nichte zur Frau geben. Außerdem muss Medoro Bettina heiraten, da der sie zuvor ebenfalls beleidigt hatte. Weil sich Bettina es für unter ihrer Würde hält, den armen Medoro zu ehelichen, muss Marcantonio diesem seinen gesamten Besitz überantworten.

### Erster Akt
Kleiner Saal mit offener Mitteltür
Szene 1. Der 70 Jahre alte Ser Marcantonio verkündet seinen Freunden und Verwandten, darunter seiner Nichte Dorina und seinem Neffen Medoro sowie den Bediensteten Lisetta und Pasquino, dass er sein Erbe regeln und sich eine Frau nehmen wolle (Introduktion: „Amici miei carissimi“). Er sei der letzte seines Stammes und könne noch immer Vater werden. Die Anwesenden halten ihn für verrückt und raten ihm eindringlich davon ab. Marcantonio bleibt jedoch bei seinem Entschluss. Da einzig Lisetta und auf ihr Drängen auch Pasquino ihm zum Schein zustimmen, zieht er sich mit den beiden zur Beratung zurück.
Szene 2. Die Geschwister Medoro und Dorina sind entsetzt über diese Nachricht. Sie hatten fest mit dem Erbe ihres Onkels gerechnet, das ihnen nun wohl entgeht. Zudem fürchten sie, von ihren Verlobten, den Geschwistern Bettina und Tobia, verlassen zu werden, wenn diese davon erfahren. Da tritt Tobia ein. Er träumt bereits von seinem zukünftigen Reichtum, den er durch unablässige Geschäfte und Spekulationen erhalten will (Cavatine Tobia: „Quando, o Dorina amabile“). Tobia merkt sofort, dass etwas nicht stimmt.
Szene 3. Die Geschwister wagen es nicht, Tobia von den Heiratsplänen des Onkels zu erzählen. Erst die jetzt eintreffende Lisetta berichtet ihm, dass Marcantonio eine schöne liebevolle Frau ohne jegliche Gefühle oder Bedürfnisse sucht, die sich ausschließlich um ihren Mann und den Haushalt kümmert. Das bringt Tobia auf eine Idee: Er will den Heiratsmakler spielen und dem Alten die passende Frau verschaffen. Medoro merkt nicht, dass es sich um eine Posse handelt (Duett Medoro/Tobia: „Che intensi!“). Tobia lässt ihm diesen Glauben, um ihm eine Lektion zu erteilen.
Mode-Boutique; im Hintergrund der Eingang
Szene 4. In ihrem Laden spottet die schöne Bettina über ihre vielen Verehrer, die sie durch loses Geschwätz verführen wollen (Cavatine Bettina: „Mi vien da ridere“). Sie beauftragt ihre Mitarbeiter, die fertigen Kleidungsstücke zu den Kunden zu bringen. Da tritt ihr Bruder ein und erzählt ihr von Marcantonios Vorhaben und seinem eigenen Plan. Sie selbst soll für Marcantonio die schüchterne einfältige Braut spielen. Da Tobia ihr versichert, dass sie anschließend ihren Medoro heiraten könne, ist sie sogleich einverstanden (Duett Bettina/Tobia: „Parlo schietto“).
Teil des Gartens mit Zugang zu mehreren Zimmern
Szene 5. Dorina und Medoro sind enttäuscht von Tobias Verhalten. Lisetta deutet an, dass Bettina die Chance nutzen könnte, zu Reichtum zu gelangen. Einen derartigen Verrat traut Medoro ihr aber nicht zu (Rezitativ und Arie Medoro: „Come … ti spiega“ – „Che la cara mia Bettina“).
Szene 6. Pasquale teilt Marcantonio mit, dass die Bewerberin bald ganz im Stillen in den Garten kommen werde, da sie kein Aufsehen erregen wolle.
Szene 7. Tobia führt seine Schwester in den Garten (Terzett Marcantonio/Tobia/Bettina: „Signorina“). Bettina spielt die Schüchterne, dankt Marcantonio für jede Kleinigkeit und versichert ihm, dass sie kein Interesse am Theater habe, sondern lieber im Haus arbeiten wolle. Der begeisterte Marcantonio will sofort einen Notar holen. Da erscheint Medoro und erfährt zu seinem Entsetzen, dass seine Geliebte seine Tante werden soll (Quartett Marcantonio/Bettina/Tobia/Medoro: „Che innocenza! Che candore!“).
Kleiner Saal, wie im ersten Bild
Szene 8. Obwohl Lisetta und Pasquino sie über den Streich aufklären, glaubt Dorina weiterhin an den Ernst der Lage. Dass die beiden darüber lachen, verärgert sie nur noch mehr. Sie hält ihren Geliebten für genauso treulos wie die anderen Männer (Arie Dorina: „Crudeli … Infin l’amante“).
Szene 9. Dorina kann erst überzeugt werden, als Tobia in ihrer Gegenwart das Notar-Gewand anzieht und sich mit Bart und Perücke verkleidet (Finale I: „Tu m’attacca“).
Großer Saal.
Szene 10. Bettina weiht Medoro in den Plan ein und versichert ihm ihre ungebrochene Liebe („Di sposa la fede“).
Szene 11. Der als Notar verkleidete Tobia liest Marcantonio den Ehevertrag vor („Ho steso gia“). Darin gibt es eine Klausel, die den Bräutigam zu einer Strafe von 80.000 Livres verurteilt, falls er die Braut nicht sogleich heiratet. Marcantonio stört dies nicht. Er und Bettina unterschreiben.
Szene 12. Auf einmal treten viele Gäste, Sänger und Musiker ein und bejubeln das Brautpaar („Viva, viva gli sposi“). Marcantonio will sie am liebsten hinauswerfen, doch Bettina erweist sich nun als ausgesprochen gesellig und lädt alle zur Feier ein. Marcantonio fühlt sich von ihr getäuscht.

### Zweiter Akt
Altmodisch möbliertes Zimmer
Szene 1. Maler, Tapezierer, Juwelen- und Modewarenhändler sind eingetroffen, um im Auftrag Bettinas die Wohnung umzugestalten (Introduktion: „Son pronti i falegnami“). Während sie auf die Hausherrin warten, weisen Dorina, Pasquino und Lisetta schon einmal darauf hin, dass auf keinen Fall an Kosten gespart werden soll.
Szene 2. Nachdem sich Bettina als so ganz anders als versprochen zeigt, würde Marcantonio die Hochzeit am Liebsten absagen. Die Vertragsstrafe, an die ihn Pasquino vorsorglich hinweist, hindert ihn noch daran.
Szene 3. Bettina trifft ein. Sie hat gleich sechs Modehändlerinnen mitgebracht, um ihrem Gatten die neuesten und teuersten Kreationen vorzuführen (Cavatine Bettina: „Per piacere al mio sposino“). Da sich Marcantonio wenig begeistert zeigt, legt sie nach und bestellt die Modistinnen, Maler und Tapezierer herein.
Szene 4. Bettina sucht sich einige Kleider und Schmuck aus (Chor: „Son pronti i falegnami“) und bestellt die Händler für den nächsten Tag erneut. Anschließend wendet sie sich Marcantonio zu, um auch ihn für die Hochzeit galant auszustaffieren (Duett Bettina/Marcantonio: „Brutto e vecchio“). Marcantonio fühlt sich verspottet und betrogen.
Kleiner Saal wie im ersten Akt
Szene 5. Medoro freut sich schon auf die Erfüllung seiner Liebe zu Bettina (Cavatine Medoro: „Vicino quest’alma“). Doch zuvor soll auch er in der Komödie mitwirken. Tobia gibt ihm eine Pistole und erklärt, dass noch etwas nachgeholfen müsse, damit Marcantonio das Strafgeld auch wirklich zahlt. Lisetta und Dorina rufen laut um Hilfe, bis Marcantonio hereinkommt. Tobio behauptet, die Ehre seiner Schwester sei verletzt worden, und Medoro erklärt, seinen Onkel vor den Betrügern schützen zu wollen. Tobia weist darauf hin, dass er Marcantonio nur dann von seinem Versprechen lösen werde, wenn Medoro beweisen könne, dass Bettina einen anderen Geliebten habe. Als Medoro darüber lacht, fordert Tobia ihn (zum Schein) zum Duell (Rezitativ und Arie Tobia: „Or capisco, che siete“ – „Un mentitor vi chiamo“). Zufrieden stellt er fest, dass Marcantonio bereits vor Angst zittert.
Szene 6. Marcantonio fleht nacheinander Medoro, Lisetta und Dorina um Rat an, doch alle erklären lediglich, dass die Braut an allem Unglück Schuld sei.
Szene 7.  Pasquino teilt seinem Herrn mit, dass sich Bettina in den Garten geschlichen habe, um einen Verehrer zu erwarten. Er rät ihm, die beiden im Badehaus einzuschließen und sofort Zeugen herbeizuholen. Marcantonio hofft, auf diese Weise doch noch ohne Strafzahlung aus der Heiratsangelegenheit herauszukommen.
Wäldchen im Garten mit mehreren Statuen; im Hintergrund ein Badehaus mit offener verschließbarer Tür; auf beiden Seiten der Tür vergitterte Fenster; finstere Nacht.
Szene 8. Bettina, Tobia und Medoro erwarten gespannt die Ankunft Marcantonios (Quintett: „Or che tra i taciti“). Als dieser auftaucht, fingieren Bettina und Tobia ein verliebtes Gespräch, unterhalten sich über ihren geplanten Heiratsbetrug an Marcantonio und tun so, als würden sie das Badehaus betreten. Stattdessen verstecken sie sich, und Dorina und Medoro gehen hinein. Marcantonio, der empört alles mitangesehen hat, schließt die Tür hinter den beiden ab.
Kleiner Saal wie im ersten Akt
Szene 9. Unterdessen wartet Lisetta auf Nachricht von den anderen. Sie hat bereits fingierte Zeugen herbeigerufen, die Marcantonio zum Schein beistehen sollen. Für den gefoppten Alten hat sie wenig Mitleid (Arie Lisetta: „Un che in eta decrepita“).
Wäldchen im Garten; Nacht wie in der achten Szene
Szene 10. Im Garten wird alles für die fingierte Gerichtsverhandlung vorbereitet. Pasquino hat sich als Richter verkleidet. Marcantonio trägt seine Klage gegen Bettina vor, die er mit einem Liebhaber ertappt habe. Als Tobia Beweise fordert, erklärt er, das Paar im Badehaus eingeschlossen zu haben, und öffnet dessen Tür. Heraus treten Medoro und Dorina. Bettina hingegen befindet sich unter den Anwesenden. Tobia beschuldigt nun im Gegenzug Marcantonio der Verleumdung – ein strafwürdiges Verbrechen, das nur die Betroffene selbst vergeben könne (Chor, Szene und Arie Pasquino: „La calunnia e un gran delitto“). Bettina jedoch ist dazu nicht bereit, sondern fordert das Gericht auf, das an ihr begangene Unrecht zu rächen.
Szene 11. Marcantonio bleibt nichts anderes übrig, als Tobias Forderungen nachzugeben: erstens keine Hochzeit und Strafzahlung von 80.000 Livres, zweitens zur Wiederherstellung der Ehre seiner Familie die Hand seiner Nichte nebst Mitgift von mindestens 30.000 Scudi, und drittens soll Medoro zur Strafe für seine Beleidigungen Bettina heiraten. Medoro fügt sich scheinbar nur widerwillig (Finale: „Adunque siamo intesi?“).
Großer Saal wie im ersten Akt
Szene 12. Dorina, Pasquino und Lisetta frohlocken bereits („Che mi narri?“), doch noch ist nicht alles erreicht.
Szene 13. Bettina erklärt, dass es unter ihrer Würde sei, den armen Medoro zu heiraten („Ritorni sereno“). Um dem abzuhelfen, muss Marcantonio ihm seinen gesamten Besitz überschreiben. Die beiden Paare jubilieren, und Marcantonios Freunde erinnern ihn spöttisch an ihre Warnung zu Beginn der Oper.

## Musiknummern
Die Oper enthält die folgenden Musiknummern:
- Sinfonia

Erster Akt
- Nr. 1. Introduktion (Marcantonio, Medoro, Dorina, Lisetta, Pasquino, Chor): „Amici miei carissimi“ (Szene 1)
- Rezitativ (Marcantonio, Lisetta, Dorina, Pasquino, Medoro): „Che credono costor?“ (Szene 1)
- Rezitativ (Medoro, Dorina): „Sorella mia“ (Szene 2)
- Nr. 2. Cavatine (Tobia): „Quando, o Dorina amabile“ (Szene 2)
- Rezitativ (Tobia, Medoro, Dorina): „Ma Dorina“ (Szene 2)
- Rezitativ (Tobia, Medoro, Lisetta): „Voi mi fate impazzir“ (Szene 3)
- Nr. 3. Duett (Medoro, Tobia): „Che intensi!“ (Szene 3)
- Nr. 4. Cavatine (Bettina): „Mi vien da ridere“ (Szene 4)
- Rezitativ (Bettina, Tobia): „Presto presto Cecchina“ (Szene 4)
- Nr. 5. Duett (Bettina, Tobia): „Parlo schietto“ (Szene 4)
- Rezitativ (Dorina, Medoro, Lisetta): „Che Tobia ci tradisca in tal maniera“ (Szene 5)
- Nr. 6. Rezitativ und Arie (Medoro): „Come … ti spiega“ – „Che la cara mia Bettina“ (Szene 5)
- Rezitativ (Marcantonio, Tobia): „Ah! Ah! Vecchio qual son“ (Szene 7)
- Nr. 7. Terzett (Marcantonio, Tobia, Bettina): „Signorina“ (Szene 7)
- Rezitativ (Marcantonio, Bettina, Tobia): „Andiamo bene“ (Szene 7)
- Nr. 8. Quartett (Marcantonio, Bettina, Tobia, Medoro): „Che innocenza! Che candore!“ (Szene 7)
- Rezitativ (Pasquino, Lisetta, Dorina): „Ma possibile e dunque“ (Szene 8)
- Nr. 9. Arie (Dorina): „Crudeli … Infin l’amante“ (Szene 8)
- Rezitativ (Pasquino, Lisetta, Tobia, Dorina): „Crede la sciocca ancor“ (Szene 9)
- Nr. 10. Finale I (Tobia, Lisetta, Dorina, Pasquino, Bettina, Marcantonio, Chor)
  - „Tu m’attacca“ (Szene 9)
  - „Di sposa la fede“ (Szene 10)
  - „Ho steso gia“ (Szene 11)
  - „Viva, viva gli sposi“ (Szene 12)

Zweiter Akt
- Nr. 11. Introduktion (Chor, Pasquino, Lisetta, Dorina): „Son pronti i falegnami“ (Szene 1)
- Rezitativ (Pasquino, Lisetta, Dorina): „Cheti cheti la dentro in quella stanza“ (Szene 1)
- Rezitativ (Marcantonio, Lisetta, Pasquino): „Ah! Sensale briccon!“ (Szene 2)
- Nr. 12. Cavatine (Bettina): „Per piacere al mio sposino“ (Szene 3)
- Rezitativ (Bettina, Marcantonio, Pasquino): „Insomma, che cos’hai, caro marito?“ (Szene 3)
- Nr. 13. Chor (Chor, Marcantonio): „Son pronti i falegnami“ (Szene 4)
- Rezitativ (Marcantonio, Bettina): „Andate via di qua“ (Szene 4)
- Nr. 14. Duett (Bettina, Marcantonio): „Brutto e vecchio“ (Szene 4)
- Rezitativ (Dorina, Lisetta): „Ebben? … Questa commedia“ (Szene 5)
- Nr. 15. Cavatine (Medoro): „Vicino quest’alma“ (Szene 5)
- Rezitativ (Tobia, Lisetta, Medoro, Dorina, Marcantonio): „Amico, ecco il momento“ (Szene 5)
- Nr. 16. Rezitativ und Arie (Tobia): „Or capisco, che siete“ – „Un mentitor vi chiamo“ (Szene 5)
- Rezitativ (Marcantonio, Pasquino): „Povero Marcantonio!“ (Szene 7)
- Nr. 17. Quintett (Bettina, Tobia, Medoro, Dorina, Marcantonio): „Or che tra i taciti“ (Szene 8)
- Rezitativ (Lisetta, Pasquino): „Impaziente aspetto“ (Szene 9)
- Nr. 18. Arie (Lisetta): „Un che in eta decrepita“ (Szene 9)
- Rezitativ (Marcantonio, Pasquino, Tobia, Medoro, Dorina, Bettina): „Voi di qua“ (Szene 10)
- Nr. 19. Chor, Szene und Arie (Pasquino, Chor, Bettina): „La calunnia e un gran delitto“ (Szene 10)
- Rezitativ (Medoro, Pasquino, Marcantonio, Tobia): „Che dite, signor zio?“ (Szene 11)
- Nr. 20. Finale (Tobia, Medoro, Marcantonio, Dorina, Pasquino, Lisetta, Chor, Bettina)
  - „Adunque siamo intesi?“ (Szene 11)
  - „Che mi narri?“ (Szene 12)
  - „Ritorni sereno“ (letzte Szene)

Die musikalische Hauptrolle ist Bettina zugewiesen. Sie hat drei Solonummern und wirkt außerdem in sieben Ensemblestücken mit. Die zweite große Partie ist diejenige des Intrigentreibers Tobia mit zwei Soli und fünf Ensembles. Marcantonio als dritter Protagonist und Namensgeber der Oper hat kein einziges Solostück.

## Werkgeschichte

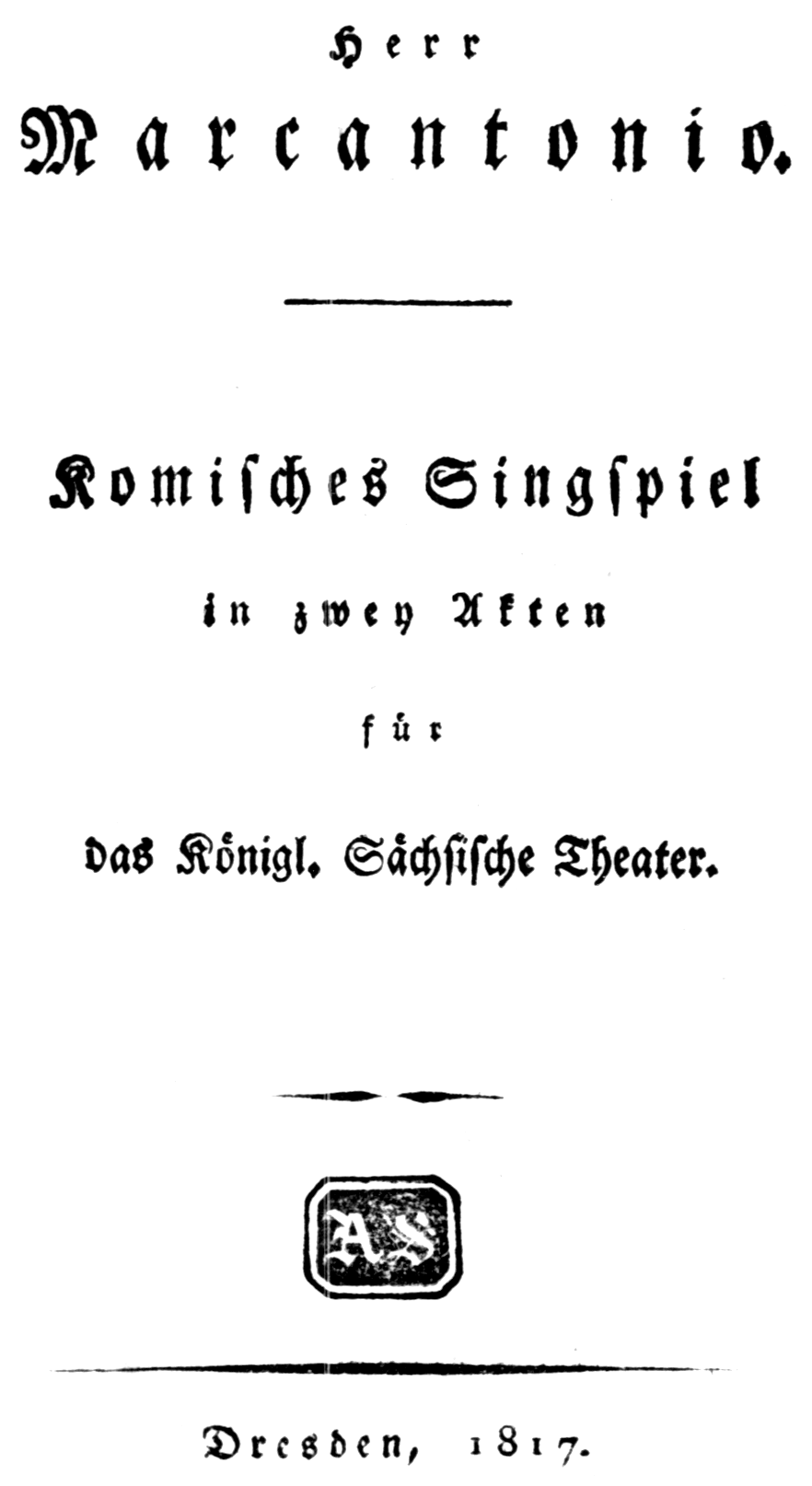
Deutsches Titelblatt des Librettos, Dresden 1817

Stefano Pavesis „dramma giocoso per musica“ Ser Marcantonio wurde am 26. September 1810 am Mailänder Teatro alla Scala erstmals gespielt. Das Libretto stammte von Angelo Anelli und ist vermutlich von der 1733 geschriebenen, 1751 veröffentlichten und 1761 erstmals aufgeführten französischen Komödie L’hypocondre, ou La femme qui ne parle point von Jean-Baptiste Rousseau inspiriert. Diese wiederum ist eine grundlegende Umarbeitung der 1609 erstmals gezeigten englischen Komödie Epicoene, or The silent Woman von Ben Jonson. Anders als bei Rousseau gibt es hier mit Tobia nur eine einzige handlungstreibende Person. Der in beiden Vorlagen erscheinende Transvestit fehlt, und es gibt weitere Unterschiede in den Details.
Die Uraufführung stand unter der Leitung des Konzertmeisters Alessandro Rolla. Die Bühnenbilder stammten von Alessandro Sanquirico und Giovanni Pedroni. Es sangen Nicola Bassi (Ser Marcantonio), Michele Schira (Medoro), Lutgard Annibaldi (Dorina), Marianna Muraglia-Manzoni (Lisetta), Pietro Vasoli (Pasquino), Elisabetta Gafforini (Bettina) und Luigi Zamboni (Tobia).
Die Oper war ein großer Erfolg. Es gab allein in der ersten Spielzeit 54 Aufführungen und bis 1831 ungefähr 50 Produktionen an anderen Opernhäusern. Außer in vielen italienischen Städten gab es auch Aufführungen in anderen Ländern. Der erste Akt wurde bereits am 15. Juli 1811 im Privattheater von Napoleon Bonaparte gespielt, die vollständige Oper in Paris am 10. Juli 1813. Weitere Aufführungen in italienischer Sprache gab es 1815 in Barcelona, 1816 in München, 1817 in Dresden, 1818 in Wien, 1821 in Odessa und 1831 in Korfu. 1817 wurde eine spanische Fassung in Madrid gezeigt. Deutsche Übersetzungen waren beispielsweise 1821 und 1842 in Wien, 1828 in Stuttgart (übersetzt von Johann Baptist Krebs) oder 1829 in Kassel zu sehen. Das Werk wurde gerne kurzfristig in den Spielplan genommen, um beispielsweise eine durchgefallene Oper Gioachino Rossinis zu ersetzen.
Gaetano Donizetti nutzte 1843 eine Bearbeitung des Librettos für seine Oper Don Pasquale, die von nun an anstelle von Pavesis Oper gespielt wurde. In dieser Fassung, die Donizetti gemeinsam mit dem Librettisten Giovanni Domenico Ruffini einrichtete, gibt es nur noch vier Hauptcharaktere, die entsprechend weniger Solostücke benötigen.:260–261 Äquivalente für Dorina, Lisetta und Pasquino fehlen vollständig. Dadurch wurde die Handlung gestrafft, und die übrigen Charaktere konnten besser entwickelt werden. Einen detaillierten Vergleich beider Werke legte Charles Patrick Desmond Cronin 1995 vor.:43
Eine von Paolo Fabbri und Maria Chiara Bertini herausgegebene Fassung wurde im April 2000 im Teatro Rossini in Lugo vorgestellt.:565 Im Juli 2011 wurde die Oper beim Festival Rossini in Wildbad im dortigen Königlichen Kurtheater gezeigt. Ein Mitschnitt wurde auf CD herausgegeben.

## Aufnahmen
- 7., 10. und 16. Juli 2011 – Massimo Spadano (Dirigent), Südwestdeutsches Kammerorchester Pforzheim, Camerata Bach Chor Posen.
 Marco Filippo Romano (Ser Marcantonio), Timur Bekbosunov (Medoro), Silvia Beltrami (Dorina), Svetlana Smolentseva (Lisetta), Massimiliano Silvestri (Pasquino), Loriana Castellano (Bettina), Matteo D’polito (Tobia).
 Live vom Festival Rossini in Wildbad; Koproduktion mit Deutschlandradio Kultur.
 Naxos 8.660331-32 (2 CDs).[2]

## Digitalisate
- Ser Marcantonio: Noten und Audiodateien im International Music Score Library Project
- Libretto (italienisch), Mailand 1810. Digitalisat der Library of Congress
- Herr Marcantonio: komisches Singspiel in zwey Akten. Libretto (italienisch/deutsch), Dresden 1817. Digitalisat der Library of Congress